# Zabit Magomedsjaripov
Zabit Achmedovitj Magomedsjaripov (ryska: Забит Ахмедович Магомедшарипов), född 1 mars 1991 i Chasavjurt, Dagestan, Ryssland (dåvarande Sovjetunionen) är en rysk MMA-utövare som sedan 2017 tävlar i organisationen Ultimate Fighting Championship.

## Bakgrund
Magomed är uppvuxen och skolad på Wushu-internatskolan Pyat Storon Sveta ("Världens fem riktningar") i Dagestan. Där bodde han från 12 års ålder 2003 till ungefär 23 års ålder. En hård uppväxt. Skolan tillät bara ett hembesök i månaden och under hela skoltiden låg fokus inte på akademiska framsteg, utan på wushu, eller sanshou/sanda.
"Skollivet bestod bara av disciplin, mat och att träna tre gånger om dagen"–Zabit Magomedsjaripov 

## Karriär

### Wushu
Magomedsjaripov är fyrfaldig rysk mästare i Wushu.

### MMA

#### Tidig karriär
Magomedsjaripov tävlade för ett antal olika regionala organisationer innan han 2014 med ett facit om 6-1 skrev på för ACB (Absolute Championship Berkut), sedermera ACA (Absolute Championship Akhmat). Väl där gick han även ner från lättvikt till fjädervikt.

#### ACB
Magomedsjaripov gick 2014–2016 obesegrad genom organisationen med ett facit om 6-0. Han hann även bli fjäderviktsmästare och försvara titeln innan UFC fick upp ögonen för honom.

#### UFC
Med ett fyra-matchers-kontrakt med UFC debuterade han i organisationen mot amerikanen Mike Santiago vid UFC Fight Night: Volkov vs. Struve 2 september 2017. En motståndare Magomedsjaripov besegrade via rear-naked i andra ronden och han vann dessutom sin första Performance of the Night-bonus i den matchen.
Nästa match gick mot UFC-nykomlingen Sheymon Moraes 25 november 2017 vid UFC Fight Night: Bisping vs. Gastelum. Även den här matchen vann han via submission, och även nu fick han en Performance of the Night-bonus.
Vid UFC 223 7 april 2018 mötte Magomedsjaripov Kyle Bochniak i en publikfriande match som gick tiden ut. Magomedsjaripov vann via enhälligt domslut och matchen vann Fight of the Night-bonus.
Med bara en match kvar på kontraktet valde Magomedsjaripov att skriva på ett nytt kontrakt. Detaljerna offentliggjordes inte, men kontraktet var på mer än fyra matcher.
Vid UFC 228 skulle Magomedsjaripov mött Yair Rodríguez, men denne drog sig ur och ersattes av Brandon Davis som Magomedsjaripov besegrade via den ovanliga submissionen suloev-lås i andra ronden.
Nästa motståndare var Jeremy Stephens vid UFC 235. En match Magomedsjaripov vann via enhälligt domslut.
Vid UFC Fight Night: Magomedsjaripov vs. Kattar 9 november 2019 var Magomedsjaripov ena halvan av huvudmatchen. Han mötte Calvin Kattar i en match som gick tiden ut. Han vann via enhälligt domslut, och matchen vann Fight of the Night-bonusen.

## Tävlingsfacit

### MMA
| Resultat | Facit | Motståndare                     | Metod                     | Evenemang                                   | Datum             | Rond | Tid  | Plats                          | Notering                     |
| -------- | ----- | ------------------------------- | ------------------------- | ------------------------------------------- | ----------------- | ---- | ---- | ------------------------------ | ---------------------------- |
| Vinst    | 1–0   | Zhumageldy Zhetpisbayev (KAZ)   | TKO (slag)                | Odessa Golden Cup                           | 9 maj 2012        | 3    | 2:45 | Odessa, Ukraina                |                              |
| Vinst    | 2–0   | Timur Bolatov (RUS)             | Domslut (enhälligt)       | Liga Kavkaz 2012                            | 3 juli 2012       | 2    | 5:00 | Chasavjurt, Dagestan, Ryssland |                              |
| Vinst    | 3–0   | Abkerim Junusov (RUS)           | Submission (rear-naked)   | ProFC 42                                    | 13 oktober 2012   | 2    | 2:42 | Charkiv, Ukraina               |                              |
| Vinst    | 4–0   | Iftichor Arbobov (TJK)          | TKO (matchläkaren bryter) | ProFC 44                                    | 2 december 2012   | 2    | 5:00 | Tjechov, Ukraina               |                              |
| Förlust  | 4–1   | Igor Egorov (RUS)               | Submission (armbar)       | ProFC 47                                    | 14 april 2013     | 3    | 1:27 | Rostov-na-Donu, Ryssland       |                              |
| Vinst    | 5–1   | Sergei Sokolov (UKR)            | Submission (triangel)     | Fight Nights: Krepost Selection 1           | 20 september 2013 | 2    | 2:49 | Moskva, Ryssland               |                              |
| Vinst    | 6–1   | Sarmat Hodov (RUS)              | Domslut (enhälligt)       | Oplot Challenge 88                          | 16 november 2013  | 2    | 1:11 | Charkiv, Ukraina               |                              |
| Vinst    | 7–1   | Orudzh Zamanov (AZE)            | Submission (giljotin)     | ACB 11                                      | 14 november 2014  | 2    | 3:46 | Groznyj, Tjetjenien, Ryssland  | Fjäderviktsdebut             |
| Vinst    | 8–1   | Artak Nazaryan (UKR)            | TKO                       | ACB 15: Grand Prix 2015 Stage 2             | 21 mars 2015      | 2    | 4:08 | Naltjik, Ryssland              |                              |
| Vinst    | 9–1   | Muchamed Kokov (RUS)            | TKO (armskada)            | ACB 20                                      | 14 juni 2015      | 2    | 3:57 | Sotji, Ryssland                |                              |
| Vinst    | 10–1  | Abdul-Rakhman Temirov (RUS)     | Submission (giljotin)     | ACB 24: Grand Prix 2015 Finals              | 24 oktober 2015   | 1    | 4:16 | Moskva, Ryssland               |                              |
| Vinst    | 11–1  | Schejk-Magomed Arapchanov (RUS) | KO (slag)                 | ACB 31                                      | 9 mars 2016       | 1    | 4:19 | Groznyj, Tjetjenien, Ryssland  | Vann fjäderviktstiteln       |
| Vinst    | 12–1  | Valdines Silva (BRA)            | TKO (slag)                | ACB 45                                      | 17 september 2016 | 1    | 1:54 | Sankt Petersburg, Ryssland     | Försvarade fjäderviktstiteln |
| Vinst    | 13–1  | Mike Santiago (USA)             | Submission (rear-naked)   | UFC Fight Night: Volkov vs. Struve          | 2 september 2017  | 2    | 4:22 | Rotterdam, Nederländerna       | Performance of the Night     |
| Vinst    | 14–1  | Sheymon Moraes (BRA)            | Submission (anakonda)     | UFC Fight Night: Bisping vs. Gastelum       | 25 november 2017  | 3    | 4:30 | Shanghai, Kina                 | Performance of the Night     |
| Vinst    | 15–1  | Kyle Bochniak (USA)             | Domslut (enhälligt)       | UFC 223                                     | 7 april 2018      | 3    | 5:00 | Brooklyn, NY, USA              | Fight of the Night           |
| Vinst    | 16–1  | Brandon Davis (USA)             | Submission (Suloev-lås)   | UFC 228                                     | 8 september 2018  | 2    | 3:46 | Dallas, TX, USA                |                              |
| Vinst    | 17–1  | Jeremy Stephens (USA)           | Domslut (enhälligt)       | UFC 235                                     | 2 mars 2019       | 3    | 5:00 | Las Vegas, NV, USA             |                              |
| Vinst    | 18–1  | Calvin Kattar (USA)             | Domslut (enhälligt)       | UFC Fight Night: Magomedsjaripov vs. Kattar | 9 november 2019   | 3    | 5:00 | Moskva, Ryssland               | Fight of the Night           |